# Kazakfilm
Kazakfilm uppkallad efter Şäken Aýmanov (kazakiska: Шәкен Айманов атындағы «Қазақфильм» киностудиясы «Şäken Aýmanov atındağı Qazaqfïlʹm» akcïonerlik qoğamı, ryska: «Казахфильм» имени Шакена Айманова «Kazachfilm» imeni Sjakena Ajmanova) är en kazakisk filmstudio som grundades 1934 och är belägen i Almaty. Första filmen gjordes 1938 och hette Amangeldy.

## Filmer
Studions mest inkomstbringande filmer under sovjettiden (1955-1990):
- Konets atamana ("Конец атамана", 1972), regissör Şäken Aýmanov - 30 600 000 tittare med en upplaga på 1274 exemplar.
- Tajny madam Vong ("Тайны мадам Вонг", 1986), regissör Stepan Putjinjan - 30 100 000 åskådare - 982 exemplar.
- Devusjka-dzjigit ("Девушка-джигит", 1955), regissör Pavel Bogoljubov, 27 800 000 åskådare.
- Tam gde tsvetut edelvejsy ("Там, где цветут эдельвейсы", 1966), regissör Jefim Aron och Şarip Beisembayev, 25 300 000 åskådare, 928 exemplar.
- Transsibirskij ekspress ("Транссибирский экспресс", 1978), regissör Éldor Orazbayev, 23 800 000 åskådare, 1189 exemplar.
- Igla ("Игла", 1988), regissör Rasjid Nugmanov, 15 500 000 tittare, 1 350 exemplar.
- Pesn o Mansjuk ("Песнь о Маншук", 1971), regissör Mäjït Begalïn, 13 500 000 åskådare, 1542 exemplar.
- Qız Jibek ("Қыз Жібек", 1972), regissör Sultanaxmet Qojıqov, 7 800 000 åskådare, 331 exemplar.
- Ljutuj ("Лютый", 1974), regissör Tolomuş Okeyev, 6 600 000 åskådare, 544 exemplar.
- Zemlja ottsov ("Земля отцов", 1966), regissör Şaken Aymanov, 4 200 000 tittare, 807 exemplar.